# Cryptophialus coronophorus
Cryptophialus coronophorus is een rankpootkreeftensoort uit de familie van de Cryptophialidae. De wetenschappelijke naam van de soort is voor het eerst geldig gepubliceerd in 1986 door Smyth.